# Granville (Massachusetts)
Granville – miasto w Stanach Zjednoczonych, w stanie Massachusetts, w hrabstwie Hampden.